# エリトリアの大統領一覧
エリトリアの大統領（エリトリアのだいとうりょう、ティグリニャ語: ፕረዚደንት መንግስቲ ኤርትራ、英語: President of the State of Eritrea）は、エリトリアの国家元首たる大統領である。

## 選出
憲法が施行されておらず、選出規定や任期は決まっていない。

## 大統領の一覧
| エリトリア暫定政府 (1991-1993) |                                                        |        |                                 |    |                               |                                  |                       |
| 代                             | 大統領                                                 | 大統領 | 所属政党                        | 期 | 在任期間                      | 在任期間                         | 備考                  |
| 00－                           | イサイアス・アフェウェルキ ኢሳይያስ ኣፈወርቅ Isaias Afewerki |        | エリトリア人民解放戦線 （EPLF） | 1  | 1991年4月27日 - 1993年5月24日 | 2年 + 27日                       | 暫定元首 （事務総長） |
| エリトリア国 (1993-現在)       |                                                        |        |                                 |    |                               |                                  |                       |
| 代                             | 大統領                                                 | 大統領 | 所属政党                        | 期 | 在任期間                      | 在任期間                         | 備考                  |
| 001                            | イサイアス・アフェウェルキ ኢሳይያስ ኣፈወርቅ Isaias Afewerki |        | 民主正義人民戦線 （PFDJ）       | 1  | 1993年5月24日 - （現職）      | 31年 + 292日 （計 33年 + 319日） |                       |